# Point of Rocks
Point of Rocks – jednostka osadnicza w Stanach Zjednoczonych, w stanie Maryland, w hrabstwie Frederick.